# Nati nel 1807
| Questa pagina contiene informazioni ricavate automaticamente dalle voci biografiche con l'ausilio del template Bio e di un bot. L'aggiornamento è periodico e automatico e ricostruisce completamente la pagina. Se manca una persona in questa lista, sei pregato di non aggiungerla, ma accertati piuttosto che la sua voce biografica contenga il template Bio e che i dati anagrafici siano correttamente compilati. Se il template Bio manca, inseriscilo tu stesso o, in alternativa, metti l'avviso {{tmp\|Bio}} che ne segnala la mancanza. Se i dati riportati sono sbagliati, correggi direttamente la voce biografica; le modifiche saranno visibili in questa lista entro pochi giorni. Per chiarimenti vedi il progetto biografie. La lista contiene solo le 323 persone che sono citate nell'enciclopedia e per le quali è stato implementato correttamente il template Bio. Pagina aggiornata al 18 lug 2025. |

## Gennaio(23)
- 3 gennaio - Wilhelm Pape, grecista, lessicografo e filologo tedesco († 1854)
- 3 gennaio - Sebastiano Tecchio, politico italiano († 1886)
- 4 gennaio - Giovanni Notta, politico italiano († 1877)
- 5 gennaio - Elizabeth Pease Nichol, attivista britannica († 1897)
- 6 gennaio - Joseph Holt, politico e militare statunitense († 1894)
- 6 gennaio - Jozef Maximilián Petzval, matematico, fisico e inventore slovacco († 1891)
- 8 gennaio - Pavel Aleksandrovič Urusov, generale russo († 1886)
- 8 gennaio - Constantin von Waldburg-Zeil, principe e politico tedesco († 1862)
- 9 gennaio - Carlotta di Württemberg, duchessa († 1873)
- 9 gennaio - Carlo Torrigiani, politico italiano († 1865)
- 13 gennaio - Bartolomea Capitanio, religiosa italiana († 1833)
- 14 gennaio - Hilario Ascásubi, poeta argentino († 1875)
- 15 gennaio - Hermann Burmeister, zoologo e entomologo tedesco († 1892)
- 15 gennaio - Johann Velten, pittore tedesco († 1883)
- 16 gennaio - Josef Neruda, musicista, organista e compositore ceco († 1875)
- 17 gennaio - Agathon Benary, filologo classico e linguista tedesco († 1860)
- 17 gennaio - Frédéric Sorrieu, incisore, litografo e disegnatore francese († 1871)
- 19 gennaio - Robert Edward Lee, generale statunitense († 1870)
- 20 gennaio - Pierre Hippolyte Publius Renault, generale francese († 1870)
- 20 gennaio - Francesco Sauli, diplomatico e politico italiano († 1893)
- 26 gennaio - Giuseppe Macinata, pittore italiano († 1874)
- 26 gennaio - Alfred von Neipperg, generale e politico austriaco († 1865)
- 27 gennaio - Émile Prisse d'Avennes, egittologo francese († 1879)

## Febbraio(27)
- 2 febbraio - Cesare Cabella, politico e avvocato italiano († 1888)
- 2 febbraio - Alexandre Ledru-Rollin, avvocato e politico francese († 1874)
- 3 febbraio - Joseph Eggleston Johnston, generale statunitense († 1891)
- 3 febbraio - Arthur Wellesley, II duca di Wellington, nobile e militare inglese († 1884)
- 4 febbraio - Giacomo Durando, generale e politico italiano († 1894)
- 4 febbraio - Marija Aleksandrovna Potocka, nobildonna russa († 1845)
- 4 febbraio - Luigi Tonini, storico e bibliografo italiano († 1874)
- 8 febbraio - Luigi Calori, medico e anatomista italiano († 1896)
- 8 febbraio - Benjamin Waterhouse Hawkins, scultore britannico († 1894)
- 10 febbraio - Lajos Batthyány, politico ungherese († 1849)
- 14 febbraio - Max Emanuel Ainmiller, pittore tedesco († 1870)
- 14 febbraio - Ernest Legouvé, drammaturgo francese († 1903)
- 14 febbraio - Giovanni Battista Ruffini, militare e politico italiano († 1891)
- 15 febbraio - Jules Charles Conway De Cotte, generale francese († 1859)
- 15 febbraio - François-Xavier Gautrelet, gesuita e saggista francese († 1886)
- 16 febbraio - Pierre Charles Dejean, generale, politico e nobile francese († 1872)
- 16 febbraio - Franz Eduard Erpf, imprenditore e politico svizzero († 1851)
- 16 febbraio - Noël Paymal Lerebours, ottico e fotografo francese († 1873)
- 18 febbraio - Lorenzo Sforza Cesarini, politico italiano († 1867)
- 18 febbraio - Giovanni Verità, presbitero italiano († 1885)
- 20 febbraio - Ernest Bazin, dermatologo francese († 1878)
- 20 febbraio - John Leonard Riddell, botanico, chimico e medico statunitense († 1865)
- 24 febbraio - Wilhem Friedrich Riese, scrittore e drammaturgo tedesco († 1879)
- 26 febbraio - Alessandro Gandini, compositore italiano († 1871)
- 26 febbraio - Théophile-Jules Pelouze, chimico francese († 1867)
- 27 febbraio - Laurent Cerise, medico francese († 1869)
- 27 febbraio - Henry Wadsworth Longfellow, scrittore, poeta e traduttore statunitense († 1882)

## Marzo(30)
- 1º marzo - Franz Xaver Fieber, botanico e entomologo tedesco († 1872)
- 1º marzo - Giovanni Masciaga, collezionista d'arte e filantropo italiano († 1879)
- 1º marzo - Wilford Woodruff, missionario statunitense († 1898)
- 1º marzo - Marie Louis Henry de Granet-Lacroix de Chabrières, militare francese († 1859)
- 3 marzo - Charles François Antoine Morren, botanico belga († 1858)
- 4 marzo - Luigi Pacinotti, fisico italiano († 1889)
- 6 marzo - Leonhard Schmitz, latinista e scrittore prussiano († 1890)
- 7 marzo - Joseph Decaisne, naturalista belga († 1882)
- 7 marzo - Andrew B. Moore, politico statunitense († 1873)
- 7 marzo - Franz von Pocci, illustratore, scrittore e musicista tedesco († 1876)
- 12 marzo - James Abbott, generale inglese († 1896)
- 12 marzo - Albert Mackey, medico statunitense († 1881)
- 14 marzo - Salvatore Muzzi, scrittore e giornalista italiano († 1884)
- 14 marzo - Giuseppina di Leuchtenberg, sovrana svedese († 1876)
- 15 marzo - Gaetano Gaspari, bibliotecario e compositore italiano († 1881)
- 15 marzo - Shibata Zeshin, pittore e incisore giapponese († 1891)
- 15 marzo - Pietro Paolo Trucchi, vescovo cattolico italiano († 1887)
- 17 marzo - Augustus Mongredien, scacchista e scrittore inglese († 1888)
- 19 marzo - Jean-Baptiste-Antoine Lassus, architetto e restauratore francese († 1857)
- 19 marzo - Félicien de Saulcy, archeologo e numismatico francese († 1880)
- 21 marzo - Amelia FitzClarence, nobile britannica († 1858)
- 21 marzo - George Broadfoot, militare scozzese († 1845)
- 22 marzo - Gustav von Franck, scrittore, editore e pittore austriaco († 1860)
- 23 marzo - Benedetto Riccabona de Reichenfels, vescovo cattolico italiano († 1879)
- 25 marzo - Dominique Alexandre Godron, botanico, geologo e speleologo francese († 1880)
- 25 marzo - James Harris, III conte di Malmesbury, politico britannico († 1889)
- 26 marzo - Bogdan Jański, religioso polacco († 1840)
- 30 marzo - Diego de León, generale spagnolo († 1841)
- 30 marzo - Giovanni Livraghi, patriota italiano († 1849)
- 31 marzo - Théogène François Page, ammiraglio francese († 1867)

## Aprile(33)
- 1º aprile - Fredrik Cygnaeus, scrittore, poeta e critico letterario finlandese († 1881)
- 2 aprile - John Mitchell Kemble, filologo e storico britannico († 1857)
- 3 aprile - Stefano Butti, scultore e pittore italiano († 1880)
- 3 aprile - Mary Carpenter, filantropa e educatrice britannica († 1877)
- 3 aprile - Jane Digby, nobildonna inglese († 1881)
- 5 aprile - Francesco Viganò, economista, scrittore e patriota italiano († 1891)
- 6 aprile - Francesco Saverio Apuzzo, cardinale e arcivescovo cattolico italiano († 1880)
- 6 aprile - Johann Ulrich Hanauer, politico e insegnante svizzero († 1871)
- 6 aprile - Johann Jakob Heller, medico e politico svizzero († 1876)
- 6 aprile - Ludwika Jędrzejewicz, polacca († 1855)
- 9 aprile - Alessandro Cialdi, ammiraglio e ingegnere italiano († 1882)
- 12 aprile - Alphonse Brot, drammaturgo francese († 1895)
- 12 aprile - Parley P. Pratt, presbitero statunitense († 1857)
- 12 aprile - Charles Rigault de Genouilly, ammiraglio francese († 1873)
- 13 aprile - Pietro Canal, latinista, politico e presbitero italiano († 1883)
- 14 aprile - Massimo Cordero di Montezemolo, politico e prefetto italiano († 1879)
- 14 aprile - Florian-Jules-Félix Desprez, cardinale e arcivescovo cattolico francese († 1895)
- 14 aprile - George Kinnaird, IX Lord Kinnaird, politico scozzese († 1878)
- 15 aprile - Hippolyte Hanry, botanico francese († 1893)
- 17 aprile - Jean Achard, pittore e incisore francese († 1884)
- 19 aprile - Johann Jakob Trog, politico svizzero († 1867)
- 20 aprile - John Milton, politico statunitense († 1865)
- 20 aprile - Wincenty Pol, poeta e geografo polacco († 1872)
- 21 aprile - Tommaso Michele Salzano, arcivescovo cattolico e teologo italiano († 1890)
- 23 aprile - Luigi Palmieri, fisico e politico italiano († 1896)
- 26 aprile - Charles Auguste Frossard, generale francese († 1875)
- 26 aprile - Pakubuwono VI, sovrano indonesiano († 1849)
- 27 aprile - Giuseppe Rocca, liutaio italiano († 1865)
- 28 aprile - Maximilien Melleville, storico e letterato francese († 1872)
- 28 aprile - Francesco Sturbinetti, avvocato, politico e patriota italiano († 1865)
- 29 aprile - Carl Ludwig von Haller, politico svizzero († 1893)
- 30 aprile - Ferdinando Arborio Gattinara di Breme, nobile, entomologo e politico italiano († 1869)
- 30 aprile - Henry Thomas Hope, politico britannico († 1862)

## Maggio(14)
- 1º maggio - John Bankhead Magruder, militare statunitense († 1871)
- 1º maggio - František Alexandr Zach, militare ceco († 1892)
- 2 maggio - Fanny Geefs, pittrice belga († 1883)
- 5 maggio - Károly Kalchbrenner, micologo ungherese († 1886)
- 8 maggio - Paolo Sacchi, militare italiano († 1884)
- 9 maggio - Angiolo Del Lungo, medico italiano († 1884)
- 10 maggio - Bernhard Horwitz, scacchista e compositore di scacchi tedesco († 1885)
- 11 maggio - Édouard Charton, pubblicista e politico francese († 1890)
- 11 maggio - Victor Coste, naturalista e zoologo francese († 1873)
- 12 maggio - Rodolphe Blanchet, numismatico, storico e politico svizzero († 1864)
- 15 maggio - Luigi Ferdinando Casamorata, compositore e critico musicale italiano († 1881)
- 25 maggio - Karl Johann Greith, vescovo cattolico svizzero († 1882)
- 28 maggio - Louis Agassiz, biologo, zoologo e paleontologo svizzero († 1873)
- 31 maggio - Alessandro Duroni, ottico e fotografo italiano († 1870)

## Giugno(23)
- 1º giugno - Napoléon Daru, politico, militare e nobile francese († 1890)
- 1º giugno - Emily Donelson, politica statunitense († 1836)
- 2 giugno - Jozef Kozáček, presbitero e attivista slovacco († 1877)
- 3 giugno - Georg von Frauenfeld, naturalista austriaco († 1873)
- 6 giugno - Marietta Brambilla, contralto italiano († 1875)
- 6 giugno - Adrien-François Servais, violoncellista belga († 1866)
- 15 giugno - Pietro Luigi Albini, giurista e politico italiano († 1863)
- 15 giugno - Pietro Pagello, italiano († 1898)
- 16 giugno - Claude Michel Ernest de Neuchèze, militare francese († 1859)
- 17 giugno - Adolphe Dechamps, politico belga († 1875)
- 17 giugno - Auguste Nélaton, chirurgo francese († 1873)
- 20 giugno - Maria Giuseppa Guacci, poetessa italiana († 1848)
- 20 giugno - Enrico Morozzo Della Rocca, nobile, generale e politico italiano († 1897)
- 20 giugno - Joseph-Érasme-Louis de Courten, nobile e militare svizzero († 1871)
- 22 giugno - Cecilia di Svezia, nobile († 1844)
- 23 giugno - Giuseppe Badoni, imprenditore italiano († 1877)
- 23 giugno - Théophile Thoré-Bürger, giornalista e critico d'arte francese († 1869)
- 24 giugno - Giovannina Franchi, religiosa italiana († 1872)
- 24 giugno - Auguste Strobl, tedesca († 1871)
- 26 giugno - Bartolomeo Campana di Sarano, politico italiano († 1887)
- 28 giugno - Pierre-Paul de La Grandière, militare francese († 1876)
- 29 giugno - Moritz Abraham Stern, matematico tedesco († 1894)
- 30 giugno - Friedrich Theodor Vischer, filosofo e poeta tedesco († 1887)

## Luglio(19)
- 1º luglio - Thomas Green Clemson, politico statunitense († 1888)
- 2 luglio - Arthur Conolly, esploratore, scrittore e militare inglese († 1842)
- 2 luglio - Vincenzo Santini, scultore e saggista italiano († 1876)
- 3 luglio - Domenico Fanelli, vescovo cattolico italiano († 1883)
- 4 luglio - Francesco De Blasiis, politico italiano († 1873)
- 4 luglio - Giuseppe Garibaldi, generale, politico e patriota italiano († 1882)
- 9 luglio - Michele Fanoli, incisore e pittore italiano († 1876)
- 10 luglio - Karolina Pavlova, scrittrice russa († 1893)
- 11 luglio - Karl Friedrich Canstatt, patologo e oculista tedesco († 1850)
- 12 luglio - Andrew Horatio Reeder, avvocato e politico statunitense († 1864)
- 14 luglio - Ventura de la Vega, letterato e drammaturgo argentino († 1865)
- 17 luglio - Giuseppe Canestrini, storico e bibliotecario italiano († 1870)
- 17 luglio - Adolf Fischer, giudice, militare e politico svizzero († 1893)
- 18 luglio - Eugenio Venini, politico italiano († 1884)
- 21 luglio - Franco Maccagnone, architetto italiano († 1857)
- 24 luglio - Ira Aldridge, attore teatrale statunitense († 1867)
- 26 luglio - Napoleone Meuron, politico italiano († 1885)
- 27 luglio - Luigi Revedin, politico italiano († 1887)
- 30 luglio - Vincenzo Bolmida, imprenditore italiano († 1876)

## Agosto(28)
- 2 agosto - August Zang, imprenditore, editore e banchiere austriaco († 1888)
- 5 agosto - Lodovico Gavioli, artigiano e orologiaio italiano († 1875)
- 5 agosto - Virginia de Blasis, soprano italiana († 1838)
- 8 agosto - Emilie Flygare-Carlén, scrittrice svedese († 1892)
- 9 agosto - Giovanni Bellezza, scultore e orafo italiano († 1876)
- 9 agosto - Nina Giustiniani, nobildonna e patriota italiana († 1841)
- 10 agosto - Vincenzo Gazzotto, pittore italiano († 1884)
- 11 agosto - David Rice Atchison, politico statunitense († 1886)
- 11 agosto - Pietro Gianelli, cardinale e arcivescovo cattolico italiano († 1881)
- 12 agosto - Ilario Filiberto Pateri, politico italiano († 1884)
- 13 agosto - Lucjan Siemieński, poeta, traduttore e critico letterario polacco († 1877)
- 15 agosto - Jules Grévy, politico francese († 1891)
- 16 agosto - Bartolomeo Legat, vescovo cattolico sloveno († 1875)
- 17 agosto - Antonio Carra, magistrato, docente e politico italiano († 1877)
- 18 agosto - Charles Francis Adams, Sr., politico statunitense († 1886)
- 18 agosto - Fermo Zuccari, architetto italiano († 1869)
- 19 agosto - Pietro Lanza di Scordia e Butera, nobile, politico e storico italiano († 1855)
- 20 agosto - Angelo Sismonda, fisico e geologo italiano († 1878)
- 20 agosto - Charles Roach Smith, antiquario, numismatico e archeologo britannico († 1890)
- 23 agosto - Albrecht Nostitz-Rieneck, politico austriaco († 1871)
- 24 agosto - Jean-Jacques Feuchère, scultore francese († 1852)
- 24 agosto - Jules Verreaux, botanico, ornitologo e naturalista francese († 1873)
- 25 agosto - Edoardo Castelli, politico italiano († 1873)
- 25 agosto - Narcisse Diaz, pittore francese († 1876)
- 26 agosto - Raffaele Garzia, politico italiano († 1896)
- 27 agosto - Federico Odorici, bibliotecario e storico italiano († 1884)
- 29 agosto - Francesco Canneti, musicista e compositore italiano († 1884)
- 30 agosto - Ernesto Cavallini, clarinettista e compositore italiano († 1874)

## Settembre(21)
- 1º settembre - Pieter Willem Korthals, botanico olandese († 1892)
- 2 settembre - Frederick Mackeson, militare britannico († 1853)
- 4 settembre - William Ruschenberger, medico, naturalista e ammiraglio statunitense († 1895)
- 7 settembre - Johann Wilhelm Schirmer, pittore tedesco († 1863)
- 7 settembre - Henry Sewell, politico neozelandese († 1879)
- 8 settembre - Antonio Bicchierai, giurista, magistrato e funzionario italiano († 1873)
- 10 settembre - Friedrich Gauermann, pittore austriaco († 1862)
- 13 settembre - Enrico Bandini, pittore italiano († 1888)
- 18 settembre - Charles-Auguste Questel, architetto francese († 1888)
- 18 settembre - Giuseppe Targioni, vescovo cattolico italiano († 1873)
- 20 settembre - Giovanni Domenico Ruffini, scrittore e patriota italiano († 1881)
- 21 settembre - Federico del Liechtenstein, principe, generale e politico austriaco († 1885)
- 22 settembre - Ulisse Cambi, scultore italiano († 1895)
- 23 settembre - Moritz Esterházy de Galantha, diplomatico e nobile austriaco († 1890)
- 24 settembre - Theodor Hosemann, illustratore, disegnatore e pittore tedesco († 1875)
- 24 settembre - Anatole de Melun, politico francese († 1888)
- 25 settembre - Alfred Vail, inventore statunitense († 1859)
- 28 settembre - Arnold Henri Guyot, geologo e geografo svizzero († 1884)
- 29 settembre - Miguel Barbachano, politico messicano († 1859)
- 29 settembre - Giovanni Martinengo di Villagana, politico italiano († 1867)
- 30 settembre - Agustín Jerónimo de Iturbide, principe messicano († 1866)

## Ottobre(17)
- 1º ottobre - Eugenio Alberi, letterato e scrittore italiano († 1878)
- 1º ottobre - Eduard Zeis, chirurgo e oculista tedesco († 1868)
- 3 ottobre - Heinrich Panofka, compositore, violinista e docente tedesco († 1887)
- 5 ottobre - Constant Dutilleux, pittore, incisore e disegnatore francese († 1865)
- 10 ottobre - Giuseppe Obici, scultore italiano († 1878)
- 10 ottobre - Harriet Taylor Mill, filosofa inglese († 1858)
- 13 ottobre - Bonaventura Atanasio, vescovo cattolico italiano († 1877)
- 13 ottobre - Hans Conon von der Gabelentz, politico e linguista tedesco († 1874)
- 14 ottobre - Heinrich von Testa, diplomatico e nobile austriaco († 1876)
- 21 ottobre - Napoléon Henri Reber, compositore francese († 1880)
- 22 ottobre - Magnus Huss, medico svedese († 1890)
- 23 ottobre - Carl Johan Tornberg, orientalista svedese († 1877)
- 25 ottobre - Robert Van Arsdale, astronomo statunitense († 1873)
- 26 ottobre - Barbu Catargiu, politico rumeno († 1862)
- 27 ottobre - Emilio De Fabris, architetto italiano († 1883)
- 28 ottobre - Theodor Ludwig Wilhelm von Bischoff, fisiologo, anatomista e biologo tedesco († 1882)
- 30 ottobre - Luigi des Ambrois de Nevache, giurista e politico italiano († 1874)

## Novembre(23)
- 1º novembre - Santo Varni, scultore italiano († 1885)
- 3 novembre - Carlo Avondo, politico italiano († 1881)
- 5 novembre - William Francis Ainsworth, viaggiatore, geologo e medico inglese († 1896)
- 5 novembre - Pëtr Grigor'evič Demidov, generale russo († 1862)
- 6 novembre - Leonardo Alenza y Nieto, pittore e illustratore spagnolo († 1845)
- 10 novembre - Andrea Lissoni, politico italiano († 1878)
- 11 novembre - Nicolò Camarda, glottologo, grecista e traduttore italiano († 1884)
- 11 novembre - Giovanni Maria Cavalleri, religioso, fisico e astronomo italiano († 1874)
- 14 novembre - Schelto van Heemstra, politico olandese († 1864)
- 14 novembre - Auguste Laurent, chimico francese († 1853)
- 14 novembre - Gaetano Pasqui, agronomo italiano († 1879)
- 15 novembre - Peter Hardeman Burnett, politico statunitense († 1895)
- 16 novembre - Jónas Hallgrímsson, poeta islandese († 1846)
- 20 novembre - Matteo Camera, storico, antiquario e numismatico italiano († 1891)
- 21 novembre - Alexander Henry Haliday, entomologo irlandese († 1870)
- 22 novembre - Elena di Hohenlohe-Langenburg, nobile tedesca († 1880)
- 24 novembre - Angelo Inganni, pittore italiano († 1880)
- 24 novembre - Friedrich Nerly, pittore tedesco († 1878)
- 27 novembre - William Bayle Bernard, drammaturgo e critico teatrale inglese († 1875)
- 27 novembre - Conrad Petrasch, militare e ingegnere austriaco († 1863)
- 28 novembre - John Peter Grant, diplomatico britannico († 1893)
- 30 novembre - William Farr, medico britannico († 1883)
- 30 novembre - Antonio Garbiglietti, medico, entomologo e antropologo italiano († 1877)

## Dicembre(20)
- 1º dicembre - Andrea Cariello, scultore e incisore italiano († 1870)
- 2 dicembre - Angelo Pierallini, architetto italiano († 1884)
- 3 dicembre - David Alter, medico, scienziato e inventore statunitense († 1881)
- 4 dicembre - Sher Singh, indiano († 1843)
- 7 dicembre - Feodora di Leiningen, nobile tedesca († 1872)
- 8 dicembre - Friedrich Traugott Kützing, farmacista e botanico tedesco († 1893)
- 10 dicembre - Gavino Nino, presbitero e politico italiano († 1886)
- 13 dicembre - Giuseppe Arcangeli, religioso, filologo e letterato italiano († 1855)
- 13 dicembre - Joaquim Marques Lisboa, militare e politico brasiliano († 1897)
- 13 dicembre - Giuseppe Pecci, cardinale italiano († 1890)
- 14 dicembre - Thomas William Webb, astronomo britannico († 1885)
- 15 dicembre - Auguste-Barthélemy Glaize, pittore e litografo francese († 1893)
- 17 dicembre - Władysław Oleszczyński, scultore polacco († 1866)
- 17 dicembre - John Greenleaf Whittier, poeta e giornalista statunitense († 1892)
- 21 dicembre - Henrietta Maria Dillon-Lee, nobildonna e attivista inglese († 1895)
- 22 dicembre - Johan Sebastian Welhaven, poeta norvegese († 1873)
- 23 dicembre - Antonio María Claret y Clará, arcivescovo cattolico e missionario spagnolo († 1870)
- 24 dicembre - Elizabeth Margaret Chandler, scrittrice e poetessa statunitense († 1834)
- 29 dicembre - Domenico Maria Gelmini, vescovo cattolico italiano († 1888)
- 31 dicembre - Alessandro Bazzani, abate e drammaturgo italiano († 1889)

## Senza giorno specificato(45)
- Abdülkerim Nadir Pascià, militare ottomano († 1883)
- Marietta Albini, soprano italiano († 1849)
- Michele Allemandi, patriota e generale italiano († 1858)
- Giuseppe Ansaldo, politico italiano († 1883)
- Karol Antoniewicz, gesuita polacco († 1852)
- Adelaide Orsola Appignani, soprano, direttore d'orchestra e compositrice italiana († 1884)
- Opprandino Arrivabene, giornalista italiano († 1887)
- Giuseppe Asperti, politico italiano
- Carl Bagger, scrittore danese († 1846)
- Tommaso Bandini, scultore italiano († 1849)
- Vladimir Benediktov, poeta russo († 1873)
- Aloysius Bertrand, poeta francese († 1841)
- Bezmialem Sultan, ottomana († 1853)
- Suzanne Brohan, attrice teatrale francese († 1887)
- Carlo Chelli, scultore italiano († 1877)
- János Damjanich, patriota ungherese († 1849)
- Giulio Ferrarini, direttore d'orchestra, violinista e compositore italiano († 1891)
- Giovanni Battista Benedetti, architetto italiano († 1867)
- William Cornwallis Harris, esploratore britannico († 1848)
- Luigi Hartman, pittore italiano († 1884)
- Jack Hinson, statunitense († 1874)
- William Holl, incisore inglese († 1871)
- Victor Emil Janssen, pittore tedesco († 1845)
- Amir Kabir, politico persiano († 1852)
- Vincenzo Lami, pittore e architetto italiano († 1892)
- Pietro Matranga, presbitero italiano († 1855)
- Robert McClure, esploratore irlandese († 1873)
- Louis-Hippolyte Lafontaine, politico canadese († 1864)
- Nicola Mezucelli, architetto italiano († 1888)
- Francesco Oliva, pittore italiano († 1861)
- Tommaso Pace, storico, patriota e grecista italiano († 1887)
- Bernardo Pallastrelli, storico, archeologo e numismatico italiano († 1877)
- Giacomo Filippo Penco, imprenditore e politico italiano († 1854)
- José Enrique de la Peña, militare messicano
- Assunta Pieralli, poetessa e educatrice italiana († 1865)
- Pietro Renzi, patriota italiano († 1892)
- Clemente Rovere, illustratore italiano († 1860)
- Francesco Ruschi, politico italiano († 1875)
- Anna Worsley Russell, botanica e micologa britannica († 1876)
- Gaetano Serrazanetti, pittore italiano († 1862)
- Adolf Friedrich Stenzler, orientalista tedesco († 1887)
- Domenico Tojetti, pittore italiano († 1892)
- Vincenzo Torelli, giornalista, librettista e scrittore italiano († 1882)
- Antonio Calà Ulloa, generale e saggista italiano († 1889)
- Iulitta Zubova, monaca cristiana russa († 1903)